# Línea 1 (Metro de Sevilla)
La línea 1 del Metro de Sevilla es la primera y, hasta la fecha, única línea en funcionamiento de la red de metro de la capital andaluza. Conecta la ciudad de Sevilla con los municipios de Mairena del Aljarafe y San Juan de Aznalfarache en la comarca del Aljarafe, así como con Dos Hermanas en su tramo final, adentrándose en el barrio de Quinto.

## Historia

### Desarrollo
La historia de la línea 1 se remonta a las décadas de 1970 y 1980, cuando se ponen en marcha y en ejecución los primeros planes para construir una red metro en la ciudad, aunque no fue hasta el año 2000 cuando la Junta de Andalucía aprobó su desarrollo definitivo. La infraestructura de esta línea reutiliza más de 5 kilómetros de túneles construidos en aquella época, correspondientes al tramo construido entre los distritos de Nervión y Cerro-Amate, que incluye las estaciones de Nervión, Gran Plaza, 1.º de Mayo, Amate y La Plata.
Las obras de la actual línea 1 comenzaron en el municipio de Mairena del Aljarafe, extendiéndose progresivamente al resto del trazado. En agosto de 2005, entró en funcionamiento la tuneladora encargada de perforar un doble túnel de 2,5 km por trayecto entre las estaciones de Parque de los Príncipes y San Bernardo, un proceso que se prolongó por más de un año y medio debido a la compleja geología del subsuelo sevillano y los retrasos en los estudios previos. El segundo túnel paralelo se finalizó en un plazo menor, concluyéndose el 21 de abril de 2008.

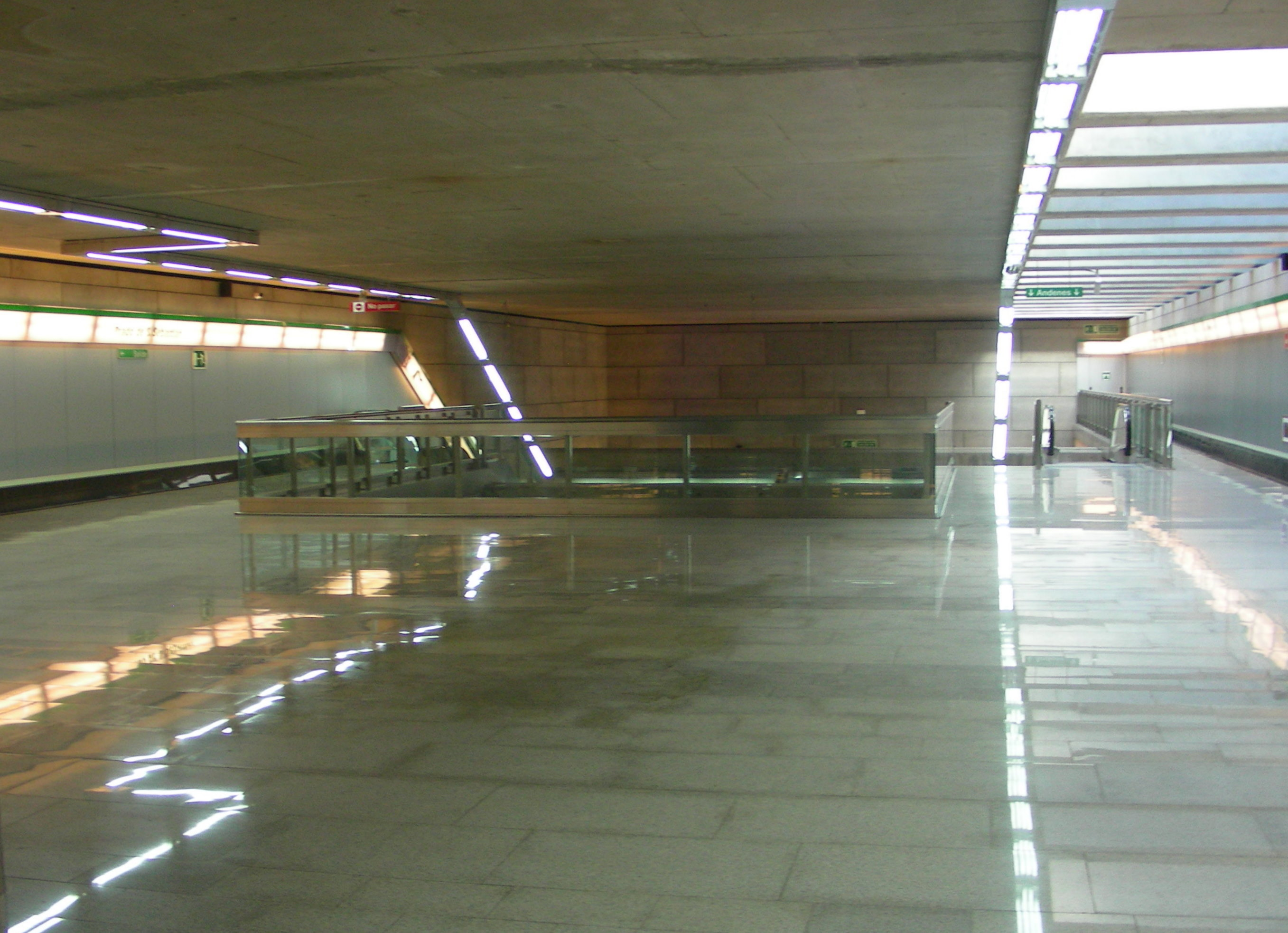
La estación más céntrica de la línea 1, Puerta de Jerez. Vestíbulo distribuidor.

### Construcción
La construcción de la Línea 1 del Metro de Sevilla enfrentó diversos incidentes debido a la premura en su ejecución, que llevó a iniciar las obras antes de completar los estudios geotécnicos.
En 2005, se produjeron dos socavones, el mayor de 20 metros en la zona de Los Remedios, que tardó más de un año en ser reparado y causó importantes problemas de tráfico. 
En agosto de 2006, el colapso de un viaducto en construcción sobre la autopista SE-30 obligó al cierre de sus seis carriles. No hubo víctimas, ya que obreros alertaron a tiempo y detuvieron el tráfico.
El 18 de octubre de 2006, un nuevo socavón en el Paseo de Colón afectó una vía principal de la ciudad, generando retenciones de hasta 14 km.
La tuneladora sufrió una grave avería un año después de comenzar a perforar, debido a que su cabeza no era lo suficientemente resistente para el complejo subsuelo sevillano. La falta de estudios geológicos completos retrasó los trabajos hasta su reparación y refuerzo.
El 26 de noviembre de 2008, a pocas semanas de la inauguración prevista, un hundimiento de seis metros de profundidad en la estación de Puerta Jerez engulló un quiosco de prensa. No hubo heridos, ya que los ocupantes lograron evacuar antes del colapso.

### Inauguración
Inicialmente, se estimaba que la línea 1 del Metro de Sevilla entraría en funcionamiento en el verano de 2006. Sin embargo, diversas modificaciones en el proyecto original, problemas en el subsuelo y el aumento del presupuesto debido a cambios no previstos retrasaron su apertura. La inauguración se reprogramó primero para septiembre de 2008 y posteriormente, para el 20 de diciembre de ese mismo año. A medida que se acercaba la fecha, surgieron dudas sobre su cumplimiento, y finalmente, el hundimiento inesperado acontecido en la zona de la estación Puerta Jerez provocó un último aplazamiento indefinido.
El 25 de marzo de 2009, se anunció una nueva fecha de inauguración, fijada para el 2 de abril de 2009. Antes de la apertura oficial, el 28 de marzo de 2009 se realizó un ensayo general con 2.000 viajeros. Finalmente, el metro de Sevilla fue inaugurado el 2 de abril de 2009 a las 14:00 horas, aunque en esa primera fase solo entraron en servicio 17 de las 22 estaciones previstas.
La estación Puerta de Jerez se inauguró el 16 de septiembre de 2009, completando así todas las estaciones del tramo 1. Posteriormente, el 23 de noviembre de 2009, se abrieron las tres últimas estaciones localizadas en el barrio de Quinto , finalizando la puesta en marcha del tramo 2 y completando el recorrido total de 18 kilómetros de la Línea 1.

## Características generales

### Descripción
La línea 1 del Metro de Sevilla parte de la estación Ciudad Expo, en Mairena del Aljarafe, discurriendo en túnel hasta la estación soterrada de Cavaleri. Posteriormente, asciende a la superficie para llegar a San Juan Alto, en San Juan de Aznalfarache. Desde allí, vuelve a un trazado subterráneo hasta la estación de San Juan Bajo.
La línea cruza en viaducto la autovía SE-30, continuando en superficie hasta la estación de Blas Infante, ya en Sevilla, donde retoma el trazado subterráneo. Atraviesa los barrios de Los Remedios, el casco histórico, El Prado de San Sebastián, San Bernardo, Nervión, Amate y Su Eminencia, hasta la estación de Cocheras, aún dentro de la capital.
A partir de Cocheras, la línea emerge nuevamente a la superficie y vuelve a cruzar en viaducto la SE-30 hasta la estación de Guadaíra, concebida como un intercambiador con la red de Cercanías Renfe, aunque aún no construida (a fecha de 2018). Continúa en superficie hasta la estación de Pablo de Olavide y, tras esta, cruza en viaducto la Autovía de Utrera para llegar al núcleo de Quinto, en el municipio de Dos Hermanas.
En Quinto, la línea retoma su trazado subterráneo atravesando las estaciones de Montequinto y Europa, finalizando en un intercambiador de Olivar de Quintos, proyectado inicialmente para conectar con un tranvía hacia Dos Hermanas, pero cuyas obras no se llevaron a cabo. En su lugar, el Ayuntamiento de Dos Hermanas y la Junta de Andalucía sustituyeron esta línea tranviaria por un autobús ecológico que discurre por carriles exclusivos, conocido como Metrobús y con una frecuencia de paso de 15 minutos.

### Infraestructura y servicios
El Metro de Sevilla sirve a los municipios de Sevilla, Mairena del Aljarafe, San Juan de Aznalfarache y Dos Hermanas.
- Población servida: 227.974 habitantes (26,6 % de la población en los municipios atendidos).
- Coste: Aproximadamente 600 millones de euros.
- Velocidad máxima: 70 km/h.
- Tiempo medio de viaje: 5 minutos en tramos urbanos, 12 minutos desde la periferia hasta Sevilla.
- Frecuencia: 4 minutos en hora punta.
- Afluencia: Las estimaciones iniciales apuntaron a 14 millones de pasajeros anuales, sin embargo, en 2024, esta única línea de la red de metro superó los 22,6 millones de pasajeros anuales.
- 21 trenes CAF Urbos-2, con capacidad para 275 pasajeros (54 sentados y 221 de pie).
- Accesibilidad: plataformas de piso bajo y espacios para sillas de ruedas.
- Climaticación: Aire acondicionado en trenes y estaciones.
- Información acústica y visual en todas las unidades.
- Sistemas de seguridad con videovigilancia e intercomunicadores.
- Conectividad con otros medios de transporte, incluyendo el uso de tarjeta sin contacto.
- Carril bici paralelo al trazado del metro entre San Juan de Aznalfarache y Sevilla.
- Aparcamientos disuasorios con 2.000 plazas en varias estaciones.

Este sistema de metro es una opción eficiente y sostenible para la movilidad en el área metropolitana de Sevilla.

## Funcionamiento

### Horarios
La hora de cierre corresponde a la salida del último tren desde cualquiera de las estaciones de cabecera para ir recogiendo usuarios que estén esperando en alguna estación del resto de la línea.
| Horario                        | Horario  | Horario |
| Días de la semana              | Apertura | Cierre  |
| ------------------------------ | -------- | ------- |
| De lunes a jueves              | 6:30 h   | 23:00 h |
| Viernes y vísperas de festivos | 6:30 h   | 2:00 h  |
| Sábados                        | 7:30 h   | 2:00 h  |
| Domingos y festivos            | 7:30 h   | 23:00 h |
| *Aplicables desde el año 2009. |          |         |

### Zonificación
En la línea 1 del metro de Sevilla, las distintas tarifas de viaje se establecen en función del número de saltos que el usuario necesite efectuar entre las estaciones de origen y las de destino, para ello se subdivide la línea en diferentes zonas tarifarias, que en líneas generales coinciden con las delimitaciones de los términos municipales de Sevilla capital y el resto de municipios por los que transcurre la línea. Las estaciones de Blas Infante y Pablo de Olavide, al estar situádas justo en el límite del término municipal de la capital, funcionan como nexo entre dos zonas diferentes y por lo tanto, el usuario que se desplaze desde una zona u otra hasta esa estación no tendrá que pagar ningún salto.

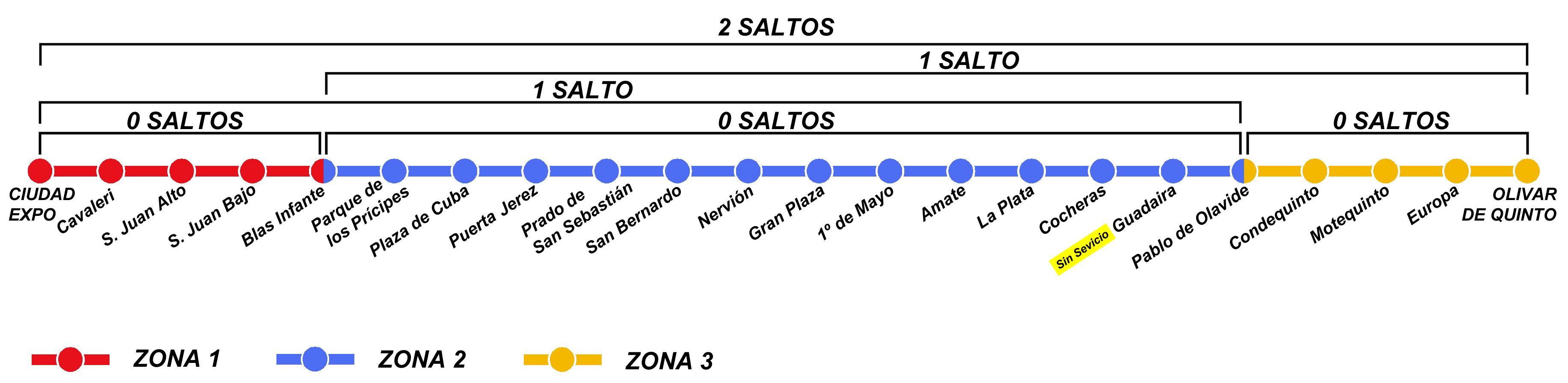
Distribución de zonas tarifarias por saltos en la Línea 1 del metro.

## Estaciones
| Ciudad Expo - Olivar de Quintos |               |                         |              |                | |
| Municipio                       | Distrito      | Estación                | Inauturación | Zona Tarifaria | Conexiones |
| Mairena del Aljarafe            | Ciudad Expo   | Ciudad Expo             | 2009         |                | M-101, M-150, M-151, M-152, M-153, M-155 |
| Mairena del Aljarafe            | Ciudad Expo   | Cavaleri                | 2009         |                | M-150, M-151, M-152, M-153, M-155 |
| San Juan de Aznalfarache        | Barrio Alto   | San Juan Alto           | 2009         |                | M-150, M-151, M-152, M-153, M-155 |
| San Juan de Aznalfarache        | Barrio Bajo   | San Juan Bajo           | 2009         |                | Ascensor panorámico M-101, M-150, M-151, M-152, M-153, M-154A, M-154B, M-155 |
| Sevilla                         | Los Remedios  | Blas Infante            | 2009         | ·              | 41, A2 M-140, M-150, M-151, M-152, M-153, M-162 |
| Sevilla                         | Los Remedios  | Parque de los Príncipes | 2009         |                | 5, 6, C1, C2 M-140, M-150, M-151, M-152, M-153, M-162 |
| Sevilla                         | Los Remedios  | Plaza de Cuba           | 2009         |                | 5, 40, A2 M-140, M-150, M-151, M-152, M-153 |
| Sevilla                         | Casco Antiguo | Puerta Jerez            | 2009         |                | T1 Tranvía (Metrocentro) 3, 5, 21, 37, 40, 41, C3, C4, A2, EA M-140, M-151, M-152, M-153 |
| Sevilla                         | Casco Antiguo | Prado de San Sebastián  | 2009         |                | (Línea en construcción) · T1 Tranvía (Metrocentro) · 1, 21, 22, 25, 26, 28, 29, 30, 31, 34, 37, 38, C1, C2, C3, C4, EA, CJ, LE, LN, A5 · M-121, M-122, M-123, M-130, M-131, M-132, M-132B, M-133, M-134, M-221 |
| Sevilla                         | Nervión       | San Bernardo            | 2009         |                | T1 Tranvía (Metrocentro) 22, 25, 26, 28, 29, 38, 52, B4, C1, C2, A5, EA, CJ, LE, LN M-121, M-122, M-123, M-130                                                                                                 |
| Sevilla                         | Nervión       | Nervión                 | 2009         |                | T1 Tranvía (Metrocentro) 5, 22, 28, 29, 32, 52, B3, B4, C1, C2, A4, EA M-121 |
| Sevilla                         | Nervión       | Gran Plaza              | 2009         |                | 5, 22, 29, 32, 52, B3, B4, A4 M-121, M-122, M-221 |
| Sevilla                         | Cerro-Amate   | 1.º de Mayo             | 2009         |                | 5, 24, 52 |
| Sevilla                         | Cerro-Amate   | Amate                   | 2009         |                | 24, 25, 52 |
| Sevilla                         | Cerro-Amate   | La Plata                | 2009         |                | 25 |
| Sevilla                         | Cerro-Amate   | Cocheras                | 2009         |                | 26 |
| Sevilla                         | Cerro-Amate   | Pablo de Olavide        | 2009         | ·              | TM Tranvía Metropolitano de Alcalá de Guadaíra (en construcción) · 38 · M-123, M-130 |
| Dos Hermanas                    | Quinto        | Condequinto             | 2009         |                | M-123, M-130 |
| Dos Hermanas                    | Quinto        | Montequinto             | 2009         |                | M-130 |
| Dos Hermanas                    | Quinto        | Europa                  | 2009         |                | M-130 |
| Dos Hermanas                    | Quinto        | Olivar de Quintos       | 2009         |                | Metrobús de Dos Hermanas M-130, M-133 |